# Úderový nástroj
Úderový nástroj je hudební strunný nástroj, jehož zvuk je vyluzován údery kladívka či paličky.

## Členění

### Klávesové úderové nástroje
Zvuk je zde vyluzován kladívky ovládanými klaviaturou:
- Klavír
  - Křídlo (klavír)
  - Pianino
- Klavichord

### Úderové nástroje bez klaviatury
Na tyto nástroje se hraje paličkami:
- Cimbál
- Hammered dulcimer